# 秀ノ山 (年寄名跡)
秀ノ山（ひでのやま）は、日本相撲協会の年寄名跡のひとつ。初代・秀ノ山が四股名として名乗っていたもので、その由来は定かではない。
10代目は横綱・玉の海（片男波部屋）に名跡を譲渡する意向があったといわれるが、10代目自身が1971年に亡くなった後、その数ヶ月後に玉の海も現役力士のまま急逝したため、名跡取得が実現することはなかった。佐渡ヶ嶽部屋の部屋付き年寄だった11代目は大関・琴光喜に名跡を譲渡する意向を示していたが、琴光喜が2010年に発覚した野球賭博問題により日本相撲協会を解雇されたことでこれも実現しなかった。

## 秀ノ山の代々
- 代目の太字は、部屋持ち親方。

| 代目 | 引退時しこ名   | 最高位 | 現役時の所属部屋         | 襲名期間                              | 備考                                                                 |
| ---- | -------------- | ------ | ------------------------ | ------------------------------------- | -------------------------------------------------------------------- |
| 初代 | 秀ノ山傳治郎   | 小結   | 伊勢ノ海-柏戸-秀ノ山部屋 | ?-1823年7月（死去）                   | 二枚鑑札                                                             |
| 2代  | 源氏山吉太夫   | 大関   | 秀ノ山部屋               | 1828年3月-1844年4月（死去）           | 現在の山形県天童市寺津出身で、銅像が建つ。山形市の法祥寺に墓碑あり。 |
| 3代  | 秀の山雷五郎   | 横綱   | 秀ノ山部屋               | 1844年10月-1862年5月（死去）          | 二枚鑑札                                                             |
| 4代  | 大江山源治     | 十6    | 秀ノ山部屋               | 1862年11月-1863年11月?                |                                                                      |
| 5代  | 鹿嶋灘鰐右エ門 | 前6    | 秀ノ山部屋               | 1863年11月-1893年8月（死去）          | 二枚鑑札                                                             |
| 6代  | 天津風雲右エ門 | 前2    | 秀ノ山部屋               | ?-1914年9月（死去）                   | 二枚鑑札                                                             |
| 7代  | 小常陸由太郎   | 関脇   | 出羽ノ海部屋             | 1918年1月-1927年9月（死去）           |                                                                      |
| 8代  | 若常陸恒吉     | 前1    | 出羽海部屋               | 1931年1月-1940年9月（死去）           |                                                                      |
| 9代  | 駒ノ里秀雄     | 前2    | 山分部屋                 | 1942年5月-1944年11月                  | 10代山分に名跡変更                                                   |
| 10代 | 笠置山勝一     | 関脇   | 出羽海部屋               | 1945年11月-1971年8月（死去）          |                                                                      |
| 11代 | 長谷川勝敏     | 関脇   | 佐渡ヶ嶽部屋             | 1976年5月-2009年7月（停年(定年)退職） |                                                                      |
| 12代 | 琴錦功宗       | 関脇   | 佐渡ヶ嶽部屋             | 2009年9月-2014年1月                   | 借株 11代中村に名跡変更                                              |
| 13代 | 天鎧鵬貴由輝   | 前8    | 尾上部屋                 | 2019年3月-2020年2月                   | 一時的襲名 23代音羽山に名跡変更                                      |
| 14代 | 琴奨菊和弘     | 大関   | 佐渡ヶ嶽部屋             | 2020年11月-                           |                                                                      |